# Elma (Vorname)
Elma ist ein weiblicher Vorname.

## Herkunft und Bedeutung
Für den Namen Elma kommen verschiedene Herleitungen in Frage.
- Kurzform von Wilhelma bzw. Wilhelmine, Anselma[1][2] oder weiterer Namen mit der Endung -elma[3]
- Kurzform von Elmira[3]
- Variante von Alma[2][3]
- neue Kombination aus den Elementen ell (Elisabeth, Ellen) und mari (Maria)[1][2][3]
- weibliche Variante von Elmar[3]
- weibliche Variante von Elmo[4], der sich entweder von helm „Helm“, „Schutz“ oder Erasmus ableitet[5]

## Verbreitung
In Bosnien und Herzegowina hat sich Elma unter den beliebtesten Mädchennamen etabliert. Zuletzt sank seine Popularität, sodass er im Jahr 2021 auf Rang 79 der Hitliste stand.
Auch in den Niederlanden ist der Name geläufig. Dort wurde er vor allem um die Jahrtausendwende vergeben.
In Finnland war der Name bis in die 1930er Jahre sehr beliebt. Wurde er in den 1960er und 1970er Jahren kaum vergeben, nahm seine Popularität seitdem wieder zu.
In Deutschland ist der Name Elma relativ selten. Zwischen 2010 und 2021 wurden nur etwa 300 Mädchen so genannt.

## Namensträger
- Elma Dienda (* 1964), namibische Politikerin und Lehrerin
- Elma Grohs-Hansen (1892–1981), deutsche Bildhauerin und Textilkünstlerin
- Elma Karlowa (1932–1994), jugoslawische Schauspielerin
- Elma Parsamjan (* 1929), sowjetisch-armenische Astrophysikerin und Hochschullehrerin
- Elma Sinanović (* 1974), serbische Turbo-Folk-Sängerin